# Parafia św. Stanisława Biskupa w Uhercach Mineralnych

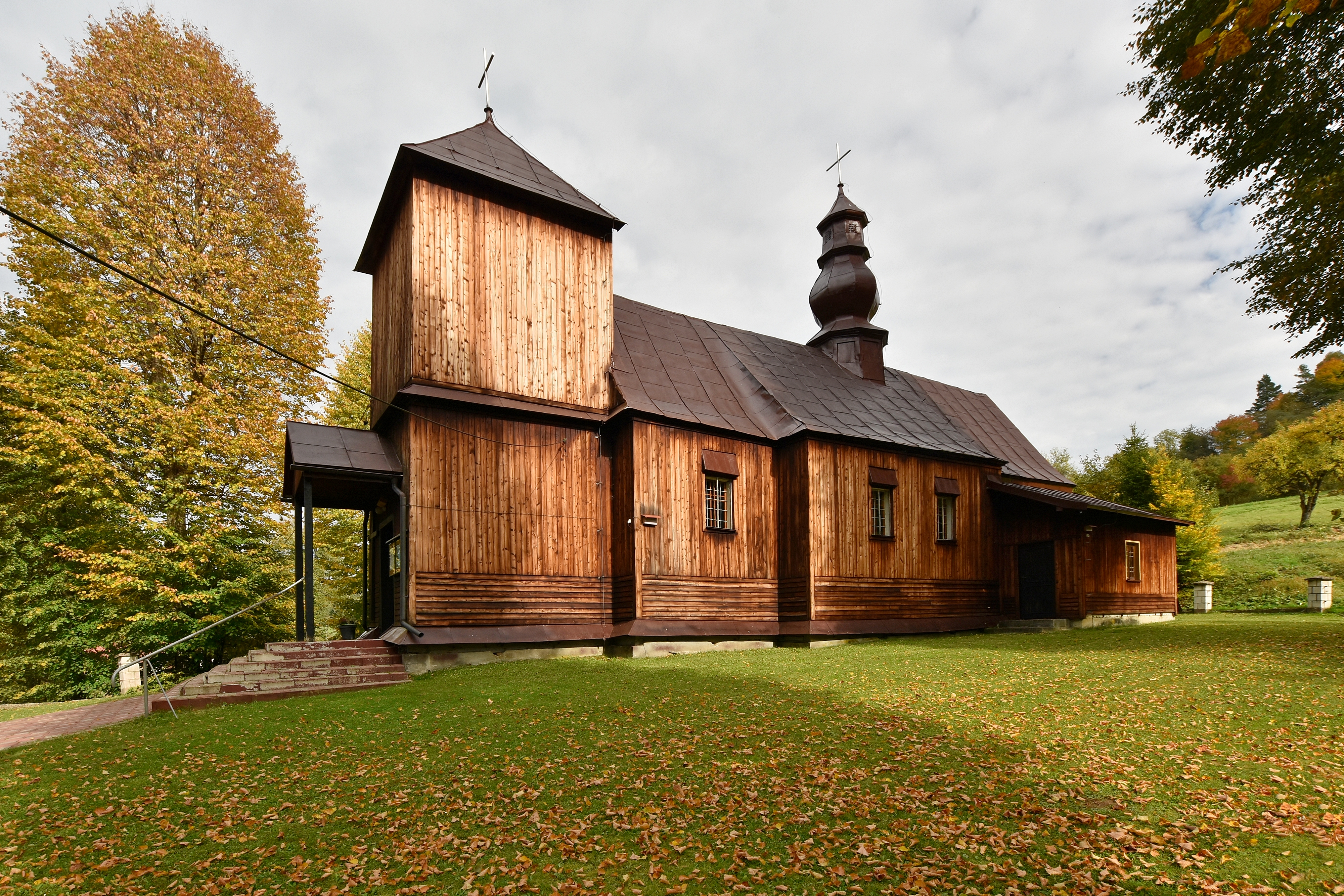
Kościół filialny w Rudence

Parafia św. Stanisława Biskupa w Uhercach Mineralnych − parafia rzymskokatolicka znajdująca się w archidiecezji przemyskiej, w dekanacie Solina. Posługę pełnią księża diecezjalni.

## Historia
W 1745 roku dziedzic Józef Malicki kasztelan sanocki zbudował drewniany kościół w Uhercach Mineralnych i uposażył. 2 czerwca 1749 roku dekretem bpa Wacława Hieronima Sierakowskiego została erygowana parafia pw. św. Stanisława Biskupa, z wydzielonego terytorium parafii w Lesku.
W latach 1754–1757 zbudowano murowany kościół, którego fundatorem był ks. Jakub Jaworski kanonik przemyski i prepozyt leski. Stary kościół drewniany został rozebrany i tego materiału użyto do budowy cerkwi w Orelcu. W 1760 roku Kościół został konsekrowany przez abpa lwowskiego Wacława Hieronima Sierakowskiego. 
W latach 1977–1981 z powodu urzędowej zmiany nazwy wsi, była w użyciu nazwa parafia Nowa Wieś.
Na terenie parafii jest 1 417 wiernych (w tym: Uherce Mineralne – 1 176, Rudenka – 241).
Proboszczowie parafii:
1749–1753. ks. Sebastian Zajączkowski.
1753–1759. ks. Jakub Jaworski.
1761–1762. ks. Jakub Mleczko.
1786. ks. Wojciech Gołek.
1805–1807. ks. Mateusz Konopacki.
1807–1829. ks. Jan Kopaciewicz.
1829–1830. ks. Józef Padwiński.
1830–1833. ks. Ignacy Chmielewski.
1833–1884. ks. Jan Tomaniewicz.
1884. ks. Michał Beister (administrator).
1884–1886. ks. Edward Związkiewicz.
1886. ks. Michał Puchalik (administrator).
1886–1900. ks. Jan Zakrzewski.
1900–1901. ks. Michał Wojtaś.
1901–1934. ks. Michał Sapecki.
1934–1941. ks. Antoni Zięba.
1942. ks. Józef Zawiślak.
1942–1966. ks. Jan Wojnar (administrator).
1966–1973. ks. Karol Bugielski.
1973–1979. ks. Edward Franuszkiewicz.
1979–1988. ks. Józef Gałuszka.
1988– nadal ks. kan. Edward Stopyra.

## Kościół filialny
Parafia posiada kościół filialny pw. Matki Bożej Nieustającej Pomocy w Rudence, dawna cerkiew greckokatolicka, również zabytkowa.